# Sopa de Cabra
Sopa de Cabra es un grupo español de rock formado en la provincia catalana de Gerona, activo desde 1986 a 2001, 2011 y desde el 2015. Interpretan sus temas principalmente en catalán y también en castellano. El nombre proviene de una adaptación del disco Goats Head Soup de The Rolling Stones, y sus canciones más populares han sido «L'Empordà», «El far del Sud», «Camins», «Podré tornar enrere» o «El boig de la ciutat».
En 2011, anunciaron su regreso, con motivo de una gira dedicada a los fanes, después de estar diez años alejados de los escenarios como conjunto musical, y en 2020 presentan su último disco: La gran onada.

## Historia del grupo

### Comienzos
Los miembros del grupo provenían de Copacabana, banda formada por Josep Maria Thió y Joan Rufí junto con otros compañeros de instituto en 1979, y Ninyin's Mine Workers Union Band integrado por Joan «Ninyin» Cardona y Francesc «Cuco» Lisicic.
En 1986, Joan «Ninyin» Cardona, Francesc «Cuco» Lisicic, Josep Maria Thió, Gerard Quintana y Josep Bosch forman Sopa de Cabra.

### Sopa de Cabra
Después de varios años de conciertos, el primero de ellos en la sala C'iam Ajn, y vender 9000 copias de su primera maqueta en la feria de Gerona, registraron su primer disco Sopa de Cabra en 1989 donde se incluye una de las canciones más populares del rock en catalán, «L'Empordà».

### La roda
En el año 1990, editan su segundo disco La roda, producido por el guitarrista Marc Grau (productor de diversos grupos de rock en catalán, ya fallecido) y que alcanzó el disco de oro. El 6 de octubre de 1990, telonean a Tina Turner y El Último de la Fila en el Estadio Olímpico Lluís Companys, con motivo de un concierto a favor de organizaciones ecologistas y de defensa de los derechos humanos, entre ellos Greenpeace y Amnistía Internacional.

### Ben endins
En 1991, graban su primer disco en directo Ben endins en la Sala Zeleste (actual Razzmatazz) de Barcelona y las canciones  «Si et quedes amb mi», «Podré tornar enrera» y «Sota una estrella» entran en la lista de los 40 Principales. Posteriormente actúan en el multitudinario concierto del Palau Sant Jordi junto a Sangtraït, Els Pets y Sau consiguiendo el récord europeo de asistencia en un recinto cerrado con 22 104 personas como público.

### Girona 83-87. Somnis de carrer
En 1992, graban un recopilatorio de antiguas canciones, Girona 83-87. Somnis de carrer, actúan como teloneros de Joe Cocker en una gira por España y abandonan la casa discográfica Salseta Discos para fichar por la multinacional BMG-Ariola.

### Mundo infierno
Con esta última graban su único disco completamente en castellano, titulado Mundo infierno, un trabajo oscuro e introspectivo. Las ventas no fueron como las de anteriores discos , aunque alcanzaron los 30.000 ejemplares vendidos en España.

### Al·lucinosi
En 1994, vuelven a sus orígenes publicando su sexto disco, Al·lucinosi, que fue grabado en una casa de campo en Montfullà, y hacen de teloneros para Primal Scream y Red Hot Chili Peppers en la plaza de Las Ventas en Madrid.

### Sss...
En 1996, lanzan Sss... producido por Josep Thió y Julio Lobos. Después de este lanzamiento, y sin más obligaciones con BMG-Ariola, son contratados por la discográfica Música Global.
Canciones:
1. Si Cadascu.
2. Ei nois.
3. Hores bruixes.
4. Ball de buidors.
5. 2ºº dona'm r'n'r.
6. Fullaraca.
7. Aixi ets tu.
8. Marc es muy Calvo
9. Naixent cada mati.
10. Mentre el mon es mou.
11. Polsims.
12. De poc a molt.
13. M'enganxo.
14. Ahora o nunca.
15. Passant de llarg.
16. Exilis.
17. Cau de llops.

### La nit dels anys
En 1997, sacan al mercado su segundo disco en vivo, grabado en la sala L'Espai y titulado La nit dels anys tocando, junto con Gossos, Lídia Pujol y Sílvia Comes, canciones propias y versiones de Jaume Sisa, Pau Riba y Bob Dylan en formato acústico. La gira de presentación de este disco les lleva a tocar en el Palacio de la Música Catalana el 1 de abril de 1998.

### Nou
1998 es también el año de nacimiento de su noveno disco, de nombre Nou, cuyo sencillo está inspirado en la película El faro de Eduardo Mignogna e interpretada por Íngrid Rubio. En abril del siguiente año, 1999, consiguen el disco de oro por las ventas de su último disco. En el año 2000, reciben un disco de platino por Ben endins y, a finales de ese año, se anuncia la disolución de la banda para el siguiente año.

### Plou i fa sol
En 2001, publican Plou i fa Sol con una gira de despedida por Cataluña, Comunidad Valenciana e Islas Baleares. Bona nit, malparits (frase de bienvenida de Ben endins) sale a la luz en 2002, con la grabación de los 2 últimos conciertos del grupo ofrecidos en Razzmatazz, en memoria de Joan "Ninyin" Cardona y Joan Trayter.

### El llarg viatge
El El llarg viatge, surgido de un concierto acústico realizado en 2001 donde versionan algunas de sus canciones más emblemáticas como «Mala sang», «Camins» o «Cau el Sol».

### Cercles
En 2015, editan su primer disco con nuevas canciones desde que se separaron. Su título «Cercles» representan los círculos vividos y los que vienen. Canciones intimistas, reflexivas, y de esperanza como desprenden sus singles «Cercles» o «Sense Treva». Todas las canciones son compuestas por Josep Thió con las letras escritas por Gerard Quintana.

### La Gran Onada
La presentación del décimo disco de estudio de la banda estaba prevista para el 14 de marzo de 2020 pero la crisis de la pandemia por COVID-19 retrasó su lanzamiento, siendo efectiva el 5 de julio. El nuevo álbum contiene diez canciones y acerca al público temas con un marcado acento indie pop.

## Disolución de Sopa de Cabra
Posteriormente a la disolución del grupo, Gerard Quintana decide emprender una carrera en solitario, Francesc «Cuco» Lisicic, Jaume Soler «Peck» y Josep Bosch se unen a la banda Kabul Baba y Josep Thió se convierte en solista y productor discográfico.

### Podré tornar enrere. El tribut a Sopa de Cabra
En 2006, varios artistas, entre ellos Amaral, Enrique Bunbury, Ojos de Brujo y Beth, realizan Podré tornar enrere. El tribut a Sopa de Cabra, un trabajo donde versionan canciones del grupo.

## Reunión de la banda
El 2 de marzo de 2011, Sopa de Cabra anunció que ofrecerían un concierto el 9 de septiembre de 2011 en el Palau Sant Jordi de Barcelona. Debido a que se agotaron las entradas para ese concierto en 6 horas, el grupo programó dos conciertos más para el 10 y 11 de septiembre en ese mismo escenario. Posteriormente a estos conciertos actuaron el 17 de septiembre en Palma de Mallorca, el 24 de septiembre en Tarragona y los días 30 de septiembre y 1 de octubre en Gerona. Después de estos conciertos, cada miembro del grupo volvió a sus respectivas carreras musicales.
En noviembre de 2015, publican un nuevo álbum «Cercles» con canciones inéditas, después de dar un concierto por sorpresa en el tejado de la oficina de turismo de Gerona y anunciar su regreso a los escenarios como Sopa de Cabra. Desde entonces el grupo sigue en activo.

## Discografía

### Álbumes
- Sopa de Cabra (Salseta Discos, 1989)
- La roda (Salseta Discos, 1990)
- Ben endins (Salseta Discos, 1991)
- Girona 83-87. Somnis de carrer (Salseta Discos, 1992)
- Mundo infierno (BMG-Ariola, 1993)
- Al·lucinosi (BMG-Ariola, 1994)
- Sss... (BMG-Ariola, 1996)
- La nit dels anys (Música Global, 1997)
- Nou (Música Global, 1998)
- Dies de carretera (Salseta Discos, 2000)
- Plou i fa Sol (Música Global, 2001)
- Bona nit, malparits (Música Global, 2002)
- El llarg viatge (Música Global, 2003)
- Podré tornar enrera. El tribut a Sopa de Cabra (Música Global, 2006)
- El Retorn. Palau Sant Jordi 09/09/2011 (Warner - Música Global, 2011)
- Cercles (2015)
- La gran onada (2020)
- Ànima (2024)

### Sencillos
- Hores bruixes (BMG-Ariola, 1996). Sencillo promocional del disco "Sss..."

### Colaboraciones
- 900 300 100 (Salseta Discos, 1991). Disco benéfico dedicado a la infancia maltratada. Gerard Quintana participa con la canción «Perquè em feu callar».
- Com un huracà (Discmedi, 1996). Disco homenaje a Neil Young, donde participan con la canción «Resistint en el món lliure».
- Concert homenatge a Carles Sabater (Blanco y Negro Music S.A., 2000). Tocan una versión, junto a Dani Nel·lo, de la canción «Si un día he de tornar», del grupo Sau.

## Premios
- Premio Nacional de Música de Cataluña en el año 1990 como mejor grupo de rock.[16]
- Premio Altaveu en el año 1990 como primer grupo de proyección multitudinaria de rock en catalán.[17]
- Premios de la Música 99 (SGAE-AIE) por la canción «Cau el sol» como mejor tema en catalán del año 1998.[18]